# Cristalinidade
Cristalinidade se refere ao grau de ordem estrutural em um sólido. Em um cristal, os átomos ou moléculas são organizados de maneira regular e periódica. O grau de cristalinidade tem grande influência na dureza, densidade, transparência e difusão. Em um gás ideal, as posições relativas dos átomos ou moléculas são completamente aleatórias. Materiais amorfos, como líquidos e vidros, representam um caso intermediário, tendo ordem em distâncias curtas (alguns espaçamentos atômicos ou moleculares), mas não em distâncias maiores..